# Nuna'a e hau
Nuna'a e Hau est une troupe de danse tahitienne crée en 2017 à l'initiative du maire de Faa'a Oscar Temaru, qui en a confié la direction à John Mairai.

## Histoire

### Heiva 2017
Nuna'a e Hau est un jeu de mots subtil de John Mairai, qui peut être traduit du tahitien par Peuple de Paix, où par peuple et Nation. John Mairai, auteur du thème et chef de troupe, a ainsi répondu à la volonté du maire indépendantiste de Faa'a de monter un spectacle ambitieux promouvant les notions de souveraineté et de nation.
John Mairai a reçu la charge de recruter de nombreux artistes, au total plus de 200 danseurs et musiciens. Le thème du spectacle s'inspirait de l'histoire de Terehe, une jeune rebelle frappée par la colère des dieux pour avoir transgressé un interdit. Le spectacle se présente comme une célébration de l'esprit de révolte de la jeune Terehe. Pour sa première participation au Heiva i Tahiti, la troupe reçoit de très nombreux prix dont celui de vainqueur pour la danse en catégorie Hura Ava Tau, le prix Gilles Hollande. Le prix du meilleur auteur revient à John Mairai, le deuxième prix de la meilleure danseuse à Calicia Taufa, le prix du meilleur aparima, le prix du meilleur orero et le troisième prix du meilleur danseur.
Le spectacle a été la dernière apparition sur scène de Sem Manutahi, dans le rôle de l'esprit du arioi.
Le montage du spectacle a fait l'objet de deux documentaires réalisés par Jonathan Bougard, Heiva, la colère des dieuxet Calicia, meilleure danseuse.
Le thème du spectacle a fait l'objet d'un chapitre du livre de Bruno Saura, Un poisson nommé Tahiti, Mythes et pouvoirs aux temps anciens polynésiens : John Mairai, un spectacle dansé.

### Heiva 2018
Pour sa première participation en catégorie Hura Tau, le groupe de danse a décidé de mettre en évidence le thème des essais nucléaires. Hirohiti Temataotoa succède à John Mairai à la tête de la troupe. L'an dernier, la troupe de Faa'a a présenté l'histoire de Terehē qui a libéré son île. "Cette année, elle va s'endormir, et dans son sommeil, elle va rêver d'une belle nature où tout est fleuri. À un moment donné dans le spectacle, des coups de tonnerre vont la réveiller, et pour nous, ces tonnerres représenteront les essais nucléaires. Et quand Terehē va se réveiller, elle verra que l'homme est arrogant, alors que ce n'est pas ce qu'elle avait vu dans son rêve", raconte le chef de la troupe.
Ce spectacle obtient le troisième prix de la danse au Heiva 2018. Depuis la troupe est en sommeil.

## Vidéographie
- Heiva, la colère des dieux. 2018. 63 min. Réalisé par Jonathan Bougard. In Vivo Prod
- Calicia, meilleure danseuse. 2018. 27 min. Réalisé par Jonathan Bougard. In Vivo Prod.